# Parque natural de Oyambre
El parque natural de Oyambre es un espacio natural protegido español situado en la zona litoral occidental de Cantabria. Cuenta con 5758 hectáreas de extensión, que se encuentran repartidas entre los municipios de Comillas, San Vicente de la Barquera, Udías, Valdáliga y Val de San Vicente, en La Marina. Fue declarado parque natural el 21 de noviembre de 1988 como culmen de un proceso de presión del movimiento ecologista y popular que desde los años setenta luchaba contra los proyectos urbanizadores que ponían en peligro sus dunas y su playa.

## Descripción

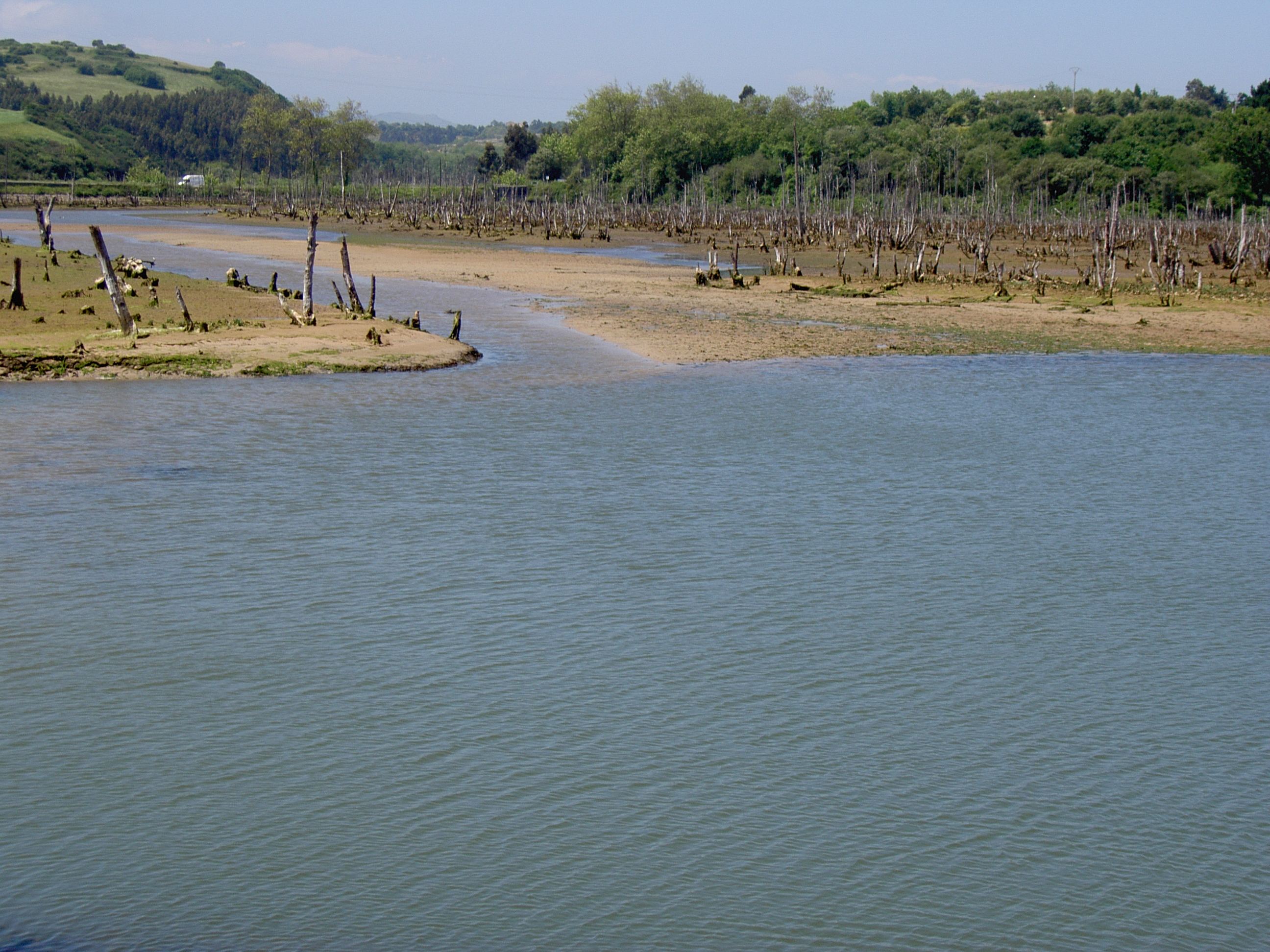
Zona del parque en San Vicente.

El parque natural, que comprende los estuarios de la Ría de San Vicente, la Ría de la Rabia y entorno, constituye un magnífico ejemplo de ecosistema litoral. Además de acantilados, zonas de praderías y bosques de frondosas autóctonas, se encuentran diversos sistemas dunares, que junto con los del Parque natural de las Dunas de Liencres son los más relevantes de la costa cantábrica.
Las rías y zonas intermareales rocosas y fangosas comprenden un hábitat excelente para las numerosas aves acuáticas que invernan en la zona o descansan en ella durante las migraciones. Entre las especies que se pueden observar destacan la cerceta común, ánade real, correlimos común, zarapito real (estas dos últimas especies limícolas) y otras reproductoras como el cormorán moñudo y la gaviota patiamarilla.